# Всеукраїнський центр професійної реабілітації інвалідів
Всеукраїнський центр комплексної реабілітації для осіб з інвалідністю (ВЦКРОІ) — державна реабілітаційна установа національного значення Міністерства соціальної політики України.
Розташована в селі Лютіж (Вишгородський район, Київська область).
Є важливим підрозділом, покликаним до виконання функції держави з соціального захисту осіб з інвалідністю.
У ВЦКРОІ мають можливість пройти комплексну реабілітацію особи з інвалідністю, в тому числі діти з інвалідністю, 1-3 групи за направленнями регіональних і місцевих органів соціального захисту населення.

## Види діяльності
Створений 23 травня 2001 року згідно з указом Президента України на підставі Закону України «Про реабілітацію осіб з інвалідністю в Україні».
Уповноважений законодавством України на соціально-трудову реабілітацію-адаптацію та надання соціально-медичних послуг визначеним категоріям осіб з інвалідністю за рахунок бюджетних коштів.
Має ліцензію Міністерства освіти і науки з надання освітніх послуг, пов'язаних з одержанням професійної освіти на рівні кваліфікаційних вимог до професійно-технічного навчання, серія АД № 034853, термін дії 30.06.2011-30.06.2014; Також має ліцензію Міністерства охорони здоров'я України на медичну практику, серії АГ № 570332, термін дії з 18.02.2011 — безстроково.
Розташована на території колишнього відомчого санаторію на березі Київського водосховища.
Займає територію в 10,03 га. Площа навчальних та побутових приміщень складає 10 714 м². У центрі може одночасно навчатися 140 людей з інвалідністю, які проживають у зручних кімнатах на 1-2 місця з усіма комунальними вигодами.
На території центру наявна доступна інфраструктура для людей з інвалідністю, які пересуваються на колісних візках.
Проживання, навчання, харчування та лікування осіб з інвалідністю здійснюється повністю коштами державного бюджету.
Наразі ВЦПРІ очолює Авраменко Микола Леонідович, який є фахівцем з питань професійної реабілітації людей з інвалідністю та має наукові праці з цих питань.
За час свого функціонування ВЦПРІ здійснив професійно-медичну реабілітацію близько 3000 людей з інвалідністю.

## Професії
- Бджоляр — 6,5 місяців
- Взуттьовик з ремонту взуття — 5 місяців
- Вишивальник — 10 місяців
- Манікюрник — 3,5 місяця
- Обліковець з реєстрації бухгалтерських даних — 10 місяців
- Оператор комп'ютерного набору — 10 місяців
- Секретар керівника (підприємства, організації, установи) — 7 місяців
- Слюсар з ремонту автомобілів — 10 місяців
- Черговий по поверху (готелю, кемпінгу, пансіонату) — 3,5 місяця
- Швачка — 10 місяців.

## Заходи реабілітації
- заходи з професійної реабілітації;
- заходи з соціальної реабілітації;
- заходи з психологічної реабілітації;
- заходи з медичної реабілітації;
- заходи з фізичної реабілітації;

## Категорії людей з інвалідністю
- діти з інвалідністю від 16 років, особи з інвалідністю;
- особи з інвалідністю 1 — 3 груп;
- з ураженням опорно-рухового апарату та центральної і периферичної нервової системи;
- з психічними захворюваннями та розумовою відсталістю;
- з ураженням органів слуху;
- з ураженням органів зору;
- з ураженням внутрішніх органів;
- з онкологічними захворюваннями.

## Протипоказання для прийому
- гострі інфекційні захворювання до закінчення строку ізоляції;
- венеричні захворювання;
- усі захворювання в гострій стадії та заразній формі;
- часті судомні напади та їх еквіваленти;
- низький реабілітаційний потенціал[2].

## Методики реабілітаційного процесу
- Професійно-технічна освіта (відповідно до Державного стандарту професійно-технічної освіти):
  - професійно-теоретична підготовка;
  - професійно-практична підготовка;
  - використання елементів кредитно-модульного навчання.
- Соціальна реабілітація:
  - соціальна діагностика;
  - соціальне консультування;
  - соціально-педагогічна корекція;
  - соціально-психологічні тренінги;
  - соціально-побутовий патронаж;
  - культурно-масові заходи.
- Психологічна реабілітація:
  - індивідуальна та групова психодіагностика;
  - психологічне консультування;
  - психокорекція;
  - корекційно-розвивальна робота;
  - психологічні тренінги;
  - психологічна релаксація.
- Медична реабілітація
  - динамічне терапевтичне, неврологічне, ортопедичне обстеження;
  - обстеження фахівця з фізичної реабілітації;
  - комп'ютерна електроенцефалографія;
  - реовазографія;
  - спірографія;
  - електрокардіографія;
  - дієтичне харчування;
  - санітарно-просвітницька робота.
- Фізична реабілітація
  - фізіотерапія (лазеро-, електро-, світлолікування, ультразвукова, мікрохвильова, магнітотерапія);
  - лікувальна фізична культура;
  - рухливі ігри;
  - ручний та апаратний масаж;
  - бальнеотерапія (перлинні ванни, вихрові, лікувальні ванни, душ Шарко);
  - гідрокінезотерапія;
  - ароматерапія.

## Структура центру
— організаційний відділ; — відділ бухгалтерського обліку та звітності; — фінансово-економічний відділ; — відділ кадрів; — служба охорони праці; — підрозділи, діяльність яких пов'язана із професійною реабілітацією інвалідів; (- відділ зв'язків з питань професійної реабілітації та сприяння зайнятості інвалідів; — відділ з розробки та впровадження навчально-методичних і науково-дослідних програм; — відділ з методичного забезпечення реабілітації осіб з розумовою відсталістю та психічними розладами; — відділення професійної реабілітації; — навчальна частина; — відділ з професійної орієнтації, соціальної реабілітації; — відділення медичного спостереження; — медична частина; — відділення фізичної реабілітації; — комплекс господарського обслуговування; — господарчий відділ; — відділ сторожової охорони; — автогосподарство; — їдальня; — котельня.